# Eclipse 400
L'Eclipse 400, anciennement Eclipse Concept Jet, est un avion d'affaires monoréacteur d'Eclipse Aviation. Un seul prototype a été produit.

## Histoire
L'Eclipse Concept Jet est un jet très léger de 4 places, monoréacteur et à empennage en V. Un prototype est construit en partenariat avec Swift Engineering. Le premier vol a lieu le 2 juillet 2007. Il est présenté au Meeting aérien d'Oshkosh en juillet 2007.
L'avion est motorisé par un unique turboréacteur Pratt & Whitney Canada PW615F monté au-dessus du fuselage. Il reprend une grande partie des pièces de l'Eclipse 500 dont le glass cockpit Avio de la société Innovative Solutions & Support.
Eclipse Aviation commercialise l'avion sous le nom d'Eclipse 400 en mai 2008. Mais sa conception est abandonnée lors de la faillite d'Eclipse Aviation en novembre 2008. Elle ne sera pas poursuivie par Eclipse Aerospace.

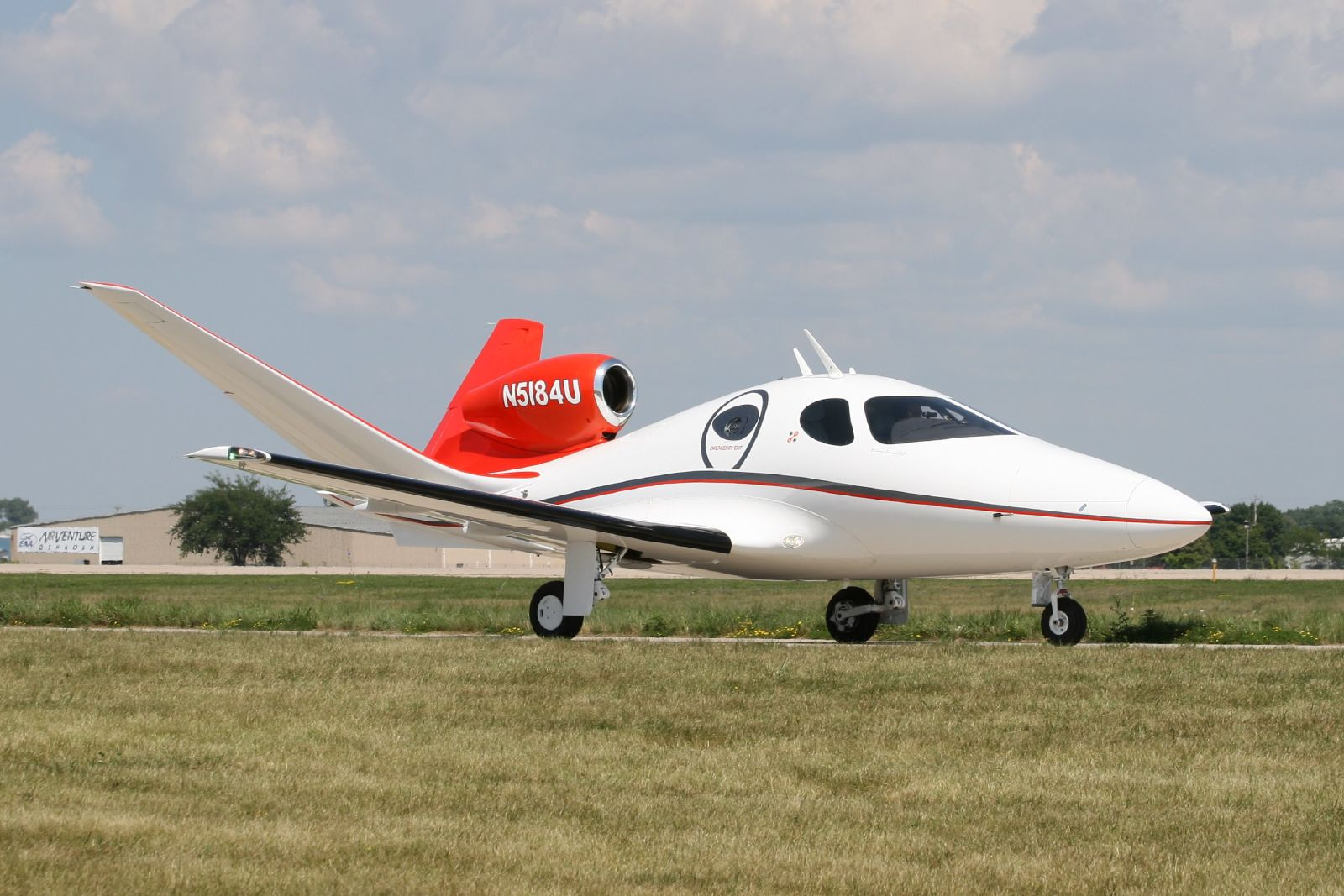
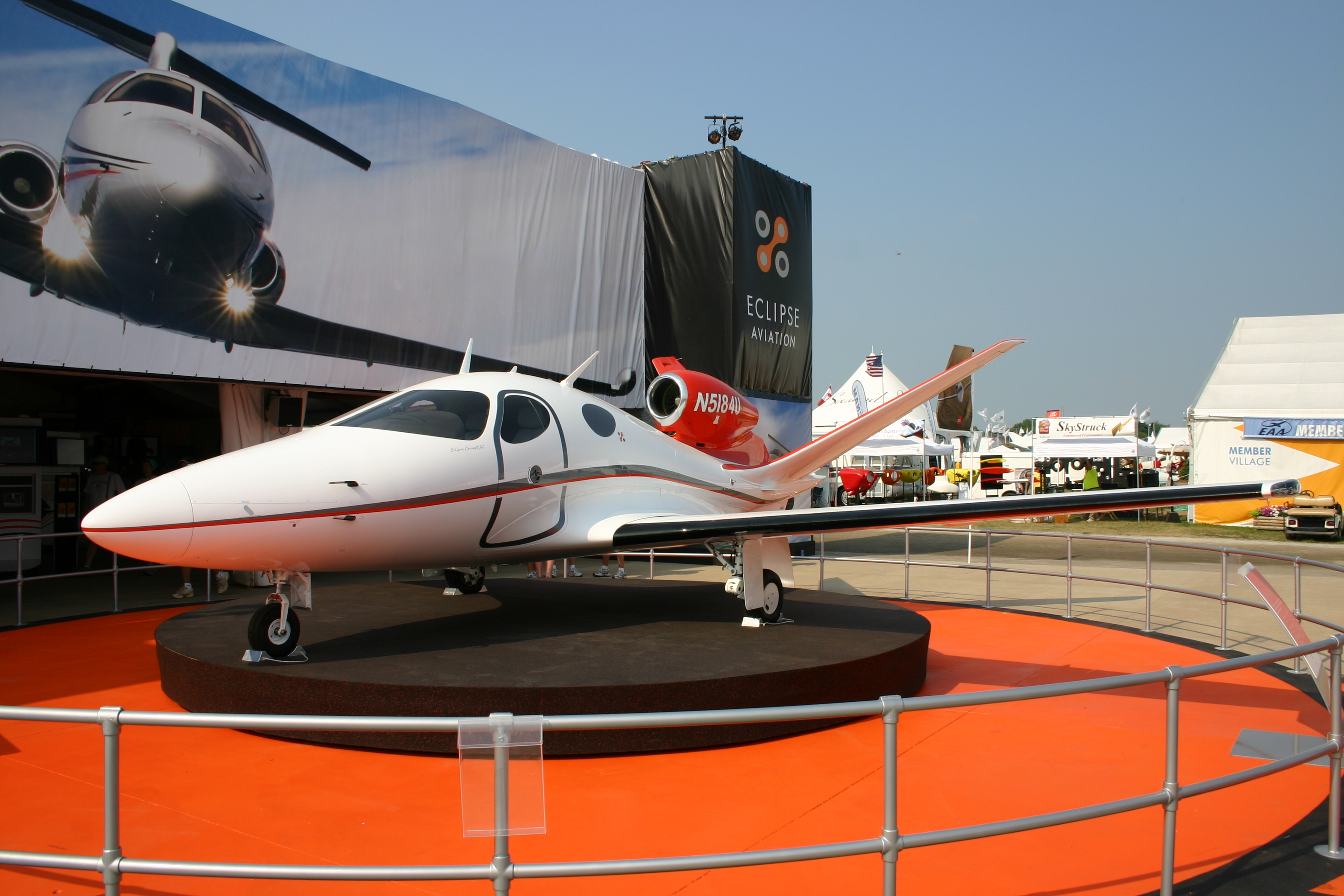

## Voir Aussi
- Cirrus Vision SF50, de conception comparable.